# Архиепархия Боготы

Герб архиепархии

Архиепархия Боготы (лат. Archidioecesis Bogotensis) — архиепархия Римско-Католической церкви с центром в городе Богота, столице Колумбии. В митрополию Боготы входят епархии Сипакиры, Соачи, Факатативы, Фонтибона, Хирардота и Энгативы. Кафедральным собором архиепархии Боготы является Собор Непорочного Зачатия. С 8 июля 2010 года архиепископ Боготы — архиепископ Хесус Рубен Саласар Гомес.

## История
11 сентября 1562 года Святой Престол учредил епархию Нуэва-Гранады, выделив её из епархии Санта-Марты. В этот же день епархия Нуэва-Гранады вошла в митрополию Санто-Доминго. 22 марта 1564 года Римский папа Пий IV издал буллу «In suprema dignitatis apostolicae», которой возвёл епархию Нуэва-Гранады в ранг архиепархии.
В 1581 году в Боготе была основана первая семинария, но вскоре в 1587 году из-за финансовых проблем она была закрыта. 18 октября 1605 года иезуитами была создана семинария святого Варфоломея. В 1767 году иезуиты были изгнаны из Колумбии и семинария была закрыта.
В следующие годы архиепархия Нуэва-Гранады передала часть своей территории для образования новых церковных структур:
- 16 февраля 1778 года — епархии Мериды (сегодня — Архиепархия Мериды);
- 31 августа 1804 года — епархии Антиокии (сегодня — Архиепархия Санта-Фе-де-Антиокии);
- 25 сентября 1835 года — епархии Нуэва-Памплоны (сегодня — Архиепархия Нуэва-Памплоны);
- 29 июля 1880 года — епархии Тунхи (сегодня — Архиепархия Тунхи).

8 июня 1898 года архиепархия Нуэва-Гранады была переименована в архиепархию Боготы в Колумбии.
7 ноября 1902 года Римский папа Лев XIII присвоил архиепископу Боготы титул «Примас Колумбии».
В XX веке архиепархия Боготы в Колумбии передала часть своей территории для возведения новых католических структур:
- 23 июня 1903 года — апостольской префектуре Интенденсиас-Ориенталис (сегодня — Архиепархия Вильявисенсио);
- 1 сентября 1951 года — епархии Сипакиры;
- 29 мая 1956 года — епархии Хирардота;
- 16 марта 1962 года — епархии Факатативы.

12 января 1953 года Римский папа Пий XII присвоил архиепархии имя города Боготы.
6 марта 2003 года архиепархия Боготы передала часть своей территории для новых епархий Фонтибона, Энгативы и Соачи.

## Ординарии
Архиепископы
- архиепископ Juan Bautista Sacristán y Galiano — (20 августа 1804 — 1 февраля 1817);
- архиепископ Isidoro Domínguez, C.R.M. — (23 августа 1819 — апрель 1822);
- архиепископ Fernando Caycedit Florez — (19 июля 1827 — 17 февраля 1832);
- архиепископ Manuel José Mosquera y Arboleda — (21 сентября 1835 — 10 декабря 1853);
- архиепископ Antonio Herrán y Zaldúa — (21 января 1855 — 6 февраля 1868);
- архиепископ Vicente Arbeláez Gómez — (6 февраля 1868 — 29 июня 1884);
- архиепископ José Telésphor Paúl Vargas, S.J. — (6 августа 1884 — 8 апреля 1889);
- архиепископ Ignacio León Velasco, S.J. — (6 октября 1889 — 10 апреля 1891);
- архиепископ Bernardo Herrera Restrepo — (4 июня 1891 — 2 января 1928);
- архиепископ Ismael Perdomo Borrero — (2 января 1928 — 3 июня 1950);
- кардинал Крисанто Луке Санчес — (14 июля 1950 — 7 мая 1959);
- кардинал Луис Конча Кордоба — (18 мая 1959 — 22 июля 1972);
- кардинал Анибаль Муньос Дуке — (29 июля 1972 — 25 июня 1984);
- кардинал Марио Револьо Браво — (25 июня 1984 — 27 декабря 1994);
- кардинал Педро Рубиано Саэнс — (27 декабря 1994 — 8 июля 2010);
- кардинал Рубен Дарио Саласар Гомес — (8 июля 2010 — 25 апреля 2020);
- кардинал Луис Хосе Руэда Апарисио — (25 апреля 2020 —).

## Суффраганные диоцезы
- Диоцез Сипакиры;
- Диоцез Соачи;
- Диоцез Факатативы;
- Диоцез Фонтибона;
- Диоцез Хирардота;
- Диоцез Энгативы.

## Источник
- Annuario Pontificio, Libreria Editrice Vaticana, Città del Vaticano, 2003, ISBN 88-209-7422-3